# Lâm Tây, Hình Đài

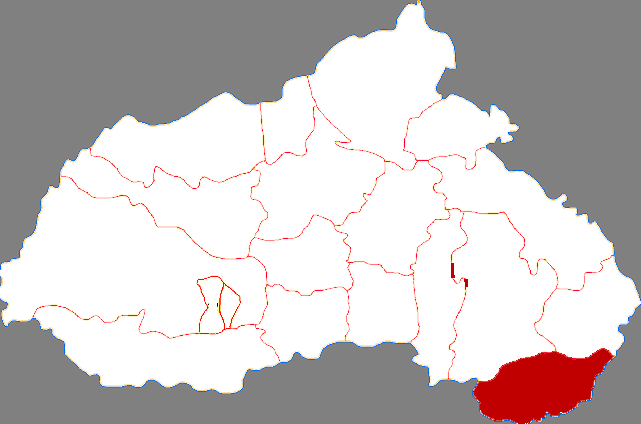
ㅤㅤㅤㅤㅤㅤㅤㅤㅤ

Lâm Tây (chữ Hán giản thể: 临西县, âm Hán Việt: Lâm Tây huyện) là một huyện thuộc địa cấp thị Hình Đài, tỉnh Hà Bắc, Cộng hòa Nhân dân Trung Hoa. Huyện này có diện tích 542 ki-lô-mét vuông, dân số 320.000 người. Mã số bưu chính Lâm Tây là 054900. Chính quyền Lâm Tây đóng ở trấn Lâm Tây. Huyện Lâm Tây được chia thành 4 trấn và 5 hương.
- Trấn: Lâm Tây, Hà Tây, Hạ Bảo Tự, Tiêm Trủng.
- Hương: Lữ Trại, Dao An Trấn, Đại Lưu Trang, Lão Quan Trại, Đông Tảo Nguyên